# Sébastien Fournier
Sébastien Fournier, född 27 juni 1971, är en schweizisk fotbollstränare och före detta professionell fotbollsspelare som spelade mittfältare för fotbollsklubbarna Sion, Stuttgart och Servette mellan 1987 och 2003. Han vann två ligamästerskap, ett med Sion (1991–1992) och ett med Servette (1998–1999) och fyra schweiziska cuper, tre med Sion (1990–1991, 1994–1995 och 1995–1996) och ett med Servette (2000–2001). Fournier vann också en DFB-Pokal med Stuttgart för säsongen 1996–1997. Han spelade också 40 landslagsmatcher för det schweiziska fotbollslandslaget mellan 1994 och 2002.
Efter den aktiva spelarkarriären har han varit involverad inom sina gamla fotbollsklubbar Servette och Sion, där han är idag både teknisk direktör och tränare för Sion.